# 李勁華
李勁華（英語：Li King Wah Keith）是香港科技初創企業的共同創辦人及行政總裁。

## 簡歷
李勁華生於香港，中學時期與藝人森美為同學。大學時主修電腦科學。他透過科技創業培育計劃，創辦初創企業，並將他在香港資訊科技界的創業經歷分享及定期發表網誌。

## 流行文化
2013年12月，李勁華於其下網誌撰文講述與內地企業阿里巴巴集团團隊的對交友流動程式Worthy的合作爭議。 
2022年， ViuTV電視劇《IT狗》內容有關阿米巴公司到訪PayPayDuck一幕，影射 （页面存档备份，存于）自2013年阿里巴巴集团團隊拜訪李勁華創立的香港交友流動程式Worthy，後在旗下程式「來往」加入相似功能。

## 獎項
他曾獲香港資訊及通訊科技獎、2012年創意創業大賞等獎項。

## 公職及專業服務
- 生產力學院講師
- 香港浸會大學電影學院客席講師[8]
- 香港理工大學客席講師
- 香港中文大學專業進修學院講師
- 2013年香港無線科技商會執行委員會委員[9]
- 蘋果日報、信報StartupBeat、「評台」、「立場新聞」發表創業專欄〈偉大航道〉[10]
- 香港城市大學應用程式實驗室業界顧問
- 2016年選舉委員會（資訊科技界界別分組）[11]
- 通訊事務管理局無線電頻譜及技術標準諮詢委員會委員

## 外部連結
- 李勁華的網誌：偉大航道 （页面存档备份，存于）
- 李勁華的網誌：偉大航道
- 李勁華的Facebook專頁
- 偉大航道-李勁華的Facebook專頁
- 李勁華的領英專頁